# アラスカ州選出のアメリカ合衆国下院議員
アラスカ州選出のアメリカ合衆国下院議員は、アメリカ合衆国アラスカ州選出のアメリカ下院議員である。1906年から1959年まで存在したアラスカ準州選出の下院議員についてもこの項目で扱う。

## 沿革
1906年5月7日、議会制定法によりアラスカ地区に議決権のない代議員（準議員）を選出する権利が与えられた。1906年8月14日、アラスカ地区初の代表としてフランク・ヒンマン・ワスキーが選出された。
1958年7月7日、アラスカ州法が制定された。これにより、アラスカ準州は州に昇格したため、アラスカ選出の下院議員も他の州の選出議員と同じ権限を持ち、議会での投票権が与えられるようになった。1959年1月3日の州成立を前に、1958年11月にアラスカ州として初めての選挙が行われ、民主党のラルフ・ジュリアン・リバーズが当選を果たした。

## アラスカ準州全州選挙区

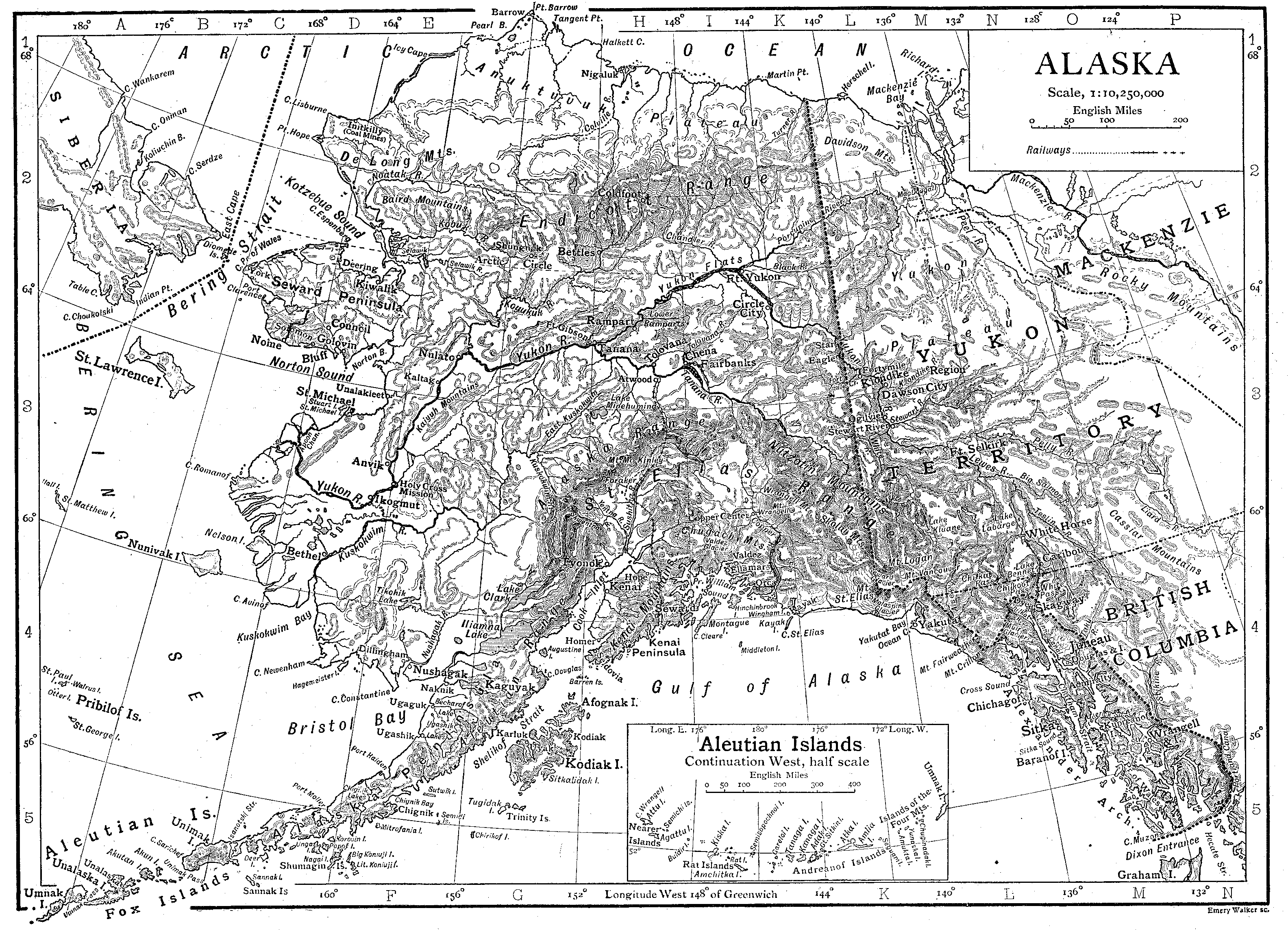
アラスカ準州(1912 - 1959)

アラスカ準州全州選挙区(英語: Alaska Territory's at-large congressional district)は、かつて存在したアメリカ合衆国連邦下院の選挙区。定数1人の小選挙区制。1906年から1912年までは、アラスカ地区全区選挙区(英語: District of Alaska's at-large congressional district)であった。1959年にアラスカ準州がアラスカ州に昇格したことで、消滅した。

### 区域
アラスカ準州 - 全域

## アラスカ州全州選挙区
アラスカ州全州選挙区(英語: Alaska's at-large congressional district)は、アメリカ合衆国連邦下院の選挙区。定数1人の小選挙区制。1959年1月3日に設置された。

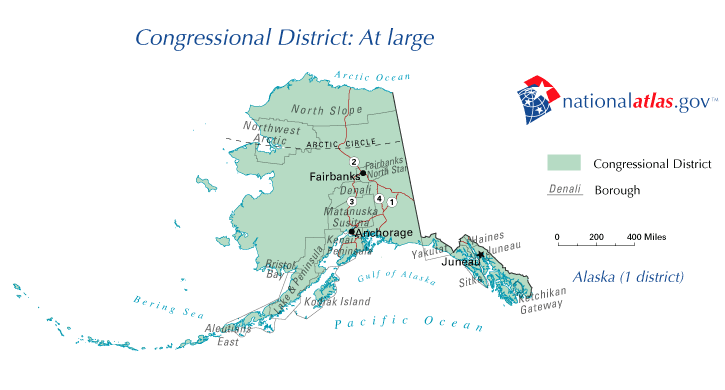
アラスカ州全州選挙区

### 区域
アラスカ州 - 全域

### データ(2010年)
- 人口(2019年) - 731,545人[2] (有権者登録数: 599,090人[3][4])
- 面積 - 665,384.04平方マイル（1,723,336.8 km2）
- 分布 - 都市人口： 66.02%/ 農村人口： 33.98%[5]
- 世帯収入(中央値) - 75,463ドル[2]
- 民族構成 - 白人(66.7%)、アメリカ先住民/アラスカ先住民(14.8%)、複数人種(7.3%)、アジア系(5.4%)、黒人/アフリカ系アメリカ人(3.3%)[6]

### 大統領選挙の結果
2020年現在3人の選挙人が配分されている。
| 年     | 勝利候補                      | 敗北候補                          |
| ------ | ----------------------------- | --------------------------------- |
| 1960年 | リチャード・ニクソン (51%)    | ジョン・F・ケネディ (49%)         |
| 1964年 | リンドン・ジョンソン (66%)    | バリー・ゴールドウォーター (34%)  |
| 1968年 | リチャード・ニクソン (45%)    | ヒューバート・H・ハンフリー (43%) |
| 1972年 | リチャード・ニクソン (58%)    | ジョージ・マクガヴァン (35%)      |
| 1976年 | ジェラルド・R・フォード (58%) | ジミー・カーター (36%)            |
| 1980年 | ロナルド・レーガン (54%)      | ジミー・カーター (26%)            |
| 1984年 | ロナルド・レーガン (67%)      | ウォルター・モンデール (30%)      |
| 1988年 | G・H・W・ブッシュ (60%)       | マイケル・デュカキス (36%)        |
| 1992年 | G・H・W・ブッシュ (39%)       | ビル・クリントン (30%)            |
| 1996年 | ボブ・ドール (51%)            | ビル・クリントン (33%)            |
| 2000年 | ジョージ・W・ブッシュ (59%)   | アル・ゴア (28%)                  |
| 2004年 | ジョージ・W・ブッシュ (61%)   | ジョン・ケリー (36%)              |
| 2008年 | ジョン・マケイン (59%)        | バラク・オバマ (38%)              |
| 2012年 | ミット・ロムニー (55%)        | バラク・オバマ (41%)              |
| 2016年 | ドナルド・トランプ (51%)      | ヒラリー・クリントン (37%)        |
| 2020年 | ドナルド・トランプ (53%)      | ジョー・バイデン (43%)            |
| 2024年 | ドナルド・トランプ (55%)      | カマラ・ハリス (41%)              |

## アラスカ準州選出議員一覧

### 議決権のない代議員
| 議会                         | 氏名                                                            | 政党   |
| ---------------------------- | --------------------------------------------------------------- | ------ |
| 第59議会 （1905年 - 1907年） | フランク・ヒンマン・ワスキー                                    | 民主党 |
| 第60議会 （1907年 - 1909年） | トーマス・ケール                                                | 無所属 |
| 第61議会 （1909年 - 1911年） | ジェームズ・ウィッカーシャム                                    | 共和党 |
| 第62議会 （1911年 - 1913年） | ジェームズ・ウィッカーシャム                                    | 共和党 |
| 第63議会 （1913年 - 1915年） | ジェームズ・ウィッカーシャム                                    | 共和党 |
| 第64議会 （1915年 - 1917年） | ジェームズ・ウィッカーシャム                                    | 共和党 |
| 第65議会 （1917年 - 1919年） | チャールズ・オーガスト・スルツァー 1917年3月4日 - 1919年1月7日  | 民主党 |
| 第65議会 （1917年 - 1919年） | ジェームズ・ウィッカーシャム 1919年1月7日-1919年3月3日          | 共和党 |
| 第66議会 （1919年 - 1921年） | チャールズ・オーガスト・スルツァー 1919年3月4日 - 1919年4月28日 | 民主党 |
| 第66議会 （1919年 - 1921年） | 空席 1919年4月28日–1920年6月3日                                 |        |
| 第66議会 （1919年 - 1921年） | ジョージ・バーンズ・グリグスビー 1920年6月5日 - 1921年3月1日    | 民主党 |
| 第66議会 （1919年 - 1921年） | ジェームズ・ウィッカーシャム 1921年3月1日-1921年3月3日          | 共和党 |
| 第67議会 （1921年 - 1923年） | ダニエル・サッザーランド                                        | 共和党 |
| 第68議会 （1923年 - 1925年） | ダニエル・サッザーランド                                        | 共和党 |
| 第69議会 （1925年 - 1927年） | ダニエル・サッザーランド                                        | 共和党 |
| 第70議会 （1927年 - 1929年） | ダニエル・サッザーランド                                        | 共和党 |
| 第71議会 （1929年 - 1931年） | ダニエル・サッザーランド                                        | 共和党 |
| 第72議会 （1931年 - 1933年） | ジェームズ・ウィッカーシャム                                    | 共和党 |
| 第73議会 （1933年 - 1935年） | アンソニー・ダイモンド                                          | 民主党 |
| 第74議会 （1935年 - 1937年） | アンソニー・ダイモンド                                          | 民主党 |
| 第75議会 （1937年 - 1939年） | アンソニー・ダイモンド                                          | 民主党 |
| 第76議会 （1939年 - 1941年） | アンソニー・ダイモンド                                          | 民主党 |
| 第77議会 （1941年 - 1943年） | アンソニー・ダイモンド                                          | 民主党 |
| 第78議会 （1943年 - 1945年） | アンソニー・ダイモンド                                          | 民主党 |
| 第79議会 （1945年 - 1947年） | ボブ・バートレット                                              | 民主党 |
| 第80議会 （1947年 - 1949年） | ボブ・バートレット                                              | 民主党 |
| 第81議会 （1949年 - 1951年） | ボブ・バートレット                                              | 民主党 |
| 第82議会 （1951年 - 1953年） | ボブ・バートレット                                              | 民主党 |
| 第83議会 （1953年 - 1955年） | ボブ・バートレット                                              | 民主党 |
| 第84議会 （1955年 - 1957年） | ボブ・バートレット                                              | 民主党 |
| 第85議会 （1957年 - 1959年） | ボブ・バートレット                                              | 民主党 |

## アラスカ州選出議員一覧
| 議会                          | 氏名                               | 政党   |  |
| ----------------------------- | ---------------------------------- | ------ |  |
| 第86議会 （1959年 - 1961年）  | ラルフ・ジュリアン・リバーズ       | 民主党 |  |
| 第87議会 （1961年 - 1963年）  | ラルフ・ジュリアン・リバーズ       | 民主党 |  |
| 第88議会 （1963年 - 1965年）  | ラルフ・ジュリアン・リバーズ       | 民主党 |  |
| 第89議会 （1965年 - 1967年）  | ラルフ・ジュリアン・リバーズ       | 民主党 |  |
|                               | 空席 1966年12月30日 - 1967年1月3日 |        |  |
| 第90議会 （1967年 - 1969年）  | ハワード・ウォーレス・ポロック     | 共和党 |  |
| 第91議会 （1969年 - 1971年）  | ハワード・ウォーレス・ポロック     | 共和党 |  |
| 第92議会 （1971年 - 1973年）  | ニック・ベギーチ                   | 民主党 |  |
|                               | 空席 1972年12月29日 - 1973年3月6日 |        |  |
| 第93議会 （1973年 - 1975年）  | ドン・ヤング                       | 共和党 |  |
| 第94議会 （1975年 - 1977年）  | ドン・ヤング                       | 共和党 |  |
| 第95議会 （1977年 - 1979年）  | ドン・ヤング                       | 共和党 |  |
| 第96議会 （1979年 - 1981年）  | ドン・ヤング                       | 共和党 |  |
| 第97議会 （1981年 - 1983年）  | ドン・ヤング                       | 共和党 |  |
| 第98議会 （1983年 - 1985年）  | ドン・ヤング                       | 共和党 |  |
| 第99議会 （1985年 - 1987年)   | ドン・ヤング                       | 共和党 |  |
| 第100議会 （1987年 - 1989年） | ドン・ヤング                       | 共和党 |  |
| 第101議会 （1989年 - 1991年） | ドン・ヤング                       | 共和党 |  |
| 第102議会 （1991年 - 1993年） | ドン・ヤング                       | 共和党 |  |
| 第103議会 （1993年 - 1995年） | ドン・ヤング                       | 共和党 |  |
| 第104議会 （1995年 - 1997年） | ドン・ヤング                       | 共和党 |  |
| 第105議会 （1997年 - 1999年） | ドン・ヤング                       | 共和党 |  |
| 第106議会 （1999年 - 2001年） | ドン・ヤング                       | 共和党 |  |
| 第107議会 （2001年 - 2003年)  | ドン・ヤング                       | 共和党 |  |
| 第108議会 （2003年 - 2005年） | ドン・ヤング                       | 共和党 |  |
| 第109議会 （2005年 - 2007年） | ドン・ヤング                       | 共和党 |  |
| 第110議会 （2007年 - 2009年） | ドン・ヤング                       | 共和党 |  |
| 第111議会 （2009年 - 2011年） | ドン・ヤング                       | 共和党 |  |
| 第112議会 （2011年 - 2013年） | ドン・ヤング                       | 共和党 |  |
| 第113議会 （2013年 - 2015年） | ドン・ヤング                       | 共和党 |  |
| 第114議会 （2015年 - 2017年） | ドン・ヤング                       | 共和党 |  |
| 第115議会 （2017年 - 2019年） | ドン・ヤング                       | 共和党 |  |
| 第116議会 （2019年 - 2021年） | ドン・ヤング                       | 共和党 |  |
| 第117議会 （2021年 - 2023年） | ドン・ヤング                       | 共和党 |  |
|                               | 空席 2022年3月18日-2022年9月13日   |        |  |
| 第117議会 （2021年 - 2023年） | メアリー・ペルトラ                 | 民主党 |  |
| 第118議会 （2023年 - 2025年） | メアリー・ペルトラ                 | 民主党 |  |
| 第119議会 （2025年 - ）       | ニコラス・ベギッチ3世              | 共和党 |  |